# Elias Gomes
Elias Gomes da Silva (Cabo de Santo Agostinho, 8 de dezembro de 1951) é um contabilista e político brasileiro, filiado ao Partido dos Trabalhadores (PT).

## Carreira
Começou a vida pública como vereador do município do Cabo em 1976, elegendo-se pelo antigo MDB, destacando-se na luta junto aos movimentos sociais. Em 1982, foi eleito prefeito do município, ficando no cargo até 1988, dessa vez pelo PMDB.
Em 1990, foi eleito deputado estadual com cerca de 14 mil votos. Foi o primeiro representante do Cabo de Santo Agostinho na Assembleia Legislativa. Em 1994, foi convidado pelo então governador Miguel Arraes para assumir a administração do Distrito Estadual de Fernando de Noronha.
Voltou a ser prefeito do município do Cabo de Santo Agostinho em 1997, pelo PSB, e reeleito em 2000 pelo PPS. Foi Secretário de Justiça e Direitos Humanos de Pernambuco e presidente estadual do PPS. Em outubro de 2008, foi eleito prefeito de Jaboatão dos Guararapes com 156.108 votos, 53,62% dos válidos.
Filiou-se ao PT em setembro de 2023.